# SiXSS
SiXSS (англ. Sql Injection Сross Site Scripting — «Межсайтовый скриптинг при наличии SQL-инъекции») — тип атаки на уязвимые интерактивные информационные системы в вебе; внедрение выполняемых на клиентском компьютере вредоносных скриптов в выдаваемую системой страницу посредством внедрения кода в SQL-инъекцию. Как правило, данная уязвимость возникает на стороне клиента, при наличии вывода принтабельных полей посредством выполнения SQL-инъекции.

## Описание
Чтобы атака случилась, на сервере должны быть две вещи.
1. Разработчик сайта допустил внедрение SQL-кода в каком-то запросе.
2. Запрос (опаснее, если тот же, что в пункте 1) возвращает любую информацию, непосредственно внедряемую в окончательный HTML, например:
  - Вебмастер точно знает, что в каком-либо поле (например, в имени пользователя) нет HTML-символов, и не экранирует его.
  - Если сайт написан на динамически типизированном языке, могут быть уязвимы и числовые поля, которые бессмысленно экранировать.
  - Фрагменты оформления сайта.
  - Закэшированные HTML-страницы.

Атака представляет собой межсайтовый скриптинг (XSS), совершённый через «отравленный» запрос. Ущерб от неё как от обычного XSS: может украсть куки пользователя, в том числе идентификатор сессии и другую уязвимую информацию, сохранённую на клиенте, выполнять команды от имени пользователя.
Как и любой XSS, SiXSS может быть отражённым (вредоносный скрипт хранится в запросе) и хранимым (вредоносный скрипт хранится в БД).

## Пример
Предположим, что на сервере имеется база данных, в которой расположена таблица вида:
```
CREATE
 
DATABASE
 
cms
;

USE
 
cms
;

GRANT
 
SELECT
 
ON
 
cms
.
*
 
TO
 
'user_noprivs'
@
'localhost'
 
IDENTIFIED
 
BY

PASSWORD
 
'4f665d3c1e638813'
;

CREATE
 
TABLE
 
content_table
 
(

id
 
INT
 
PRIMARY
 
KEY
 
AUTO_INCREMENT
,

content
 
TEXT

);

INSERT
 
INTO
 
content_table
 
(
content
)
 
VALUES

(
'My Bank

[p]

User:

[input type=\"text\" name=\"username\"]

Password:

[input type=\"password\" name=\"pass\"]

[input type=submit value=\"LogIn\"]

'
);

```

и присутствует такой файл PHP, как этот :
My Bank
```
<?
php

if
(
@
isset
(
$_GET
[
'id'
])){

$myconns
=
@
mysql_connect
(
\"
127.0.0.1
\"
,
\"
user_noprivs
\"
,
\"
unbr34k4bё3
!
\"
)
 
or

die
(
\"
sorry
 
can
't connect\");

@mysql_select_db(\"cms\") or die(\"sorry can'
t
 
select
 
DB
\"
);

$sql_query
 
=
 
@
mysql_query
(

\"
select
 
content
 
from
 
content_table
 
where
 
id
=
\"
.
$_GET
[
'id'
])
 
or
 
die
(
\"
Sorry

wrong

SQL
 
Query
\"
);

// oops SQL Injection-^

while
(
$tmp
 
=
 
@
mysql_fetch_row
(
$sql_query
))

echo
 
$tmp
[
0
];
 
//echoes the result as HTML code

}
else
{

echo
 
\"
Welcome
 
to
 
My
 
Bank

\"
.
Login
.
\"\"
;

}
 

?>

```

Как видно, результаты запроса к MySQL должны будут передаваться пользователю. Можем просмотреть данную html-страницу, но на ней мы не увидим ничего особенного. Зайдя на страничку и кликнув по ссылке, пользователь получит приглашение на авторизацию.
Из этого можно сделать вывод о том, что:
Проблема появляется в случае, когда некоторый текст из БД поступает сразу в HTML страницу. Если мы попытаемся использовать классическую атаку SQL-Injection, мы получим некоторую информацию о SQL-сервере и ничего больше. Но появляется уязвимость на стороне клиента. Используя UNION SELECT злоумышленник сможет внедрить произвольный текст.
Атака
Для того, чтобы обойти включенные gpc_magic_quotes, используем "0xXX" HEX вместо текста:
mysql] select HEX('[ script]alert(“SiXSS”);[/script]');
```
+---------------------------------------------------------------------+

|
 
HEX
(
'[ script]alert(\"SiXSS\");[/script]'
)
 

|

+---------------------------------------------------------------------+

|
 
3
C7363726970743E616C6572742822536958535322293B3C2F
 
7363726970743
E
 
|

+---------------------------------------------------------------------+

1
 
row
 
in
 
set
 
(
0.00
 
sec
)

```

и вставим это в HTTP запрос :
```
http
:
//www.mybank.com?id=1+union+select+

0x3C7363726970743E616C6572742822536958535322293B3C
 
2
F7363726970743E

```

Ответом будет та же страничка, но ,кроме того, на стороне клиента выполнится данный скрипт.
```
([
 
script
]
alert
(
“
SiXSS
”
);[
/script])

```

Это и будет SQL Injection для Cross Site Scripting (SiXSS)
Пример взят с сайта SecurityLab

## Прочее
Классифицируются данные атаки в соотвестствии с классификацией SQL-инъекций и
XSS-атак, так как являются совмещением двух различных типов атак.